# Abraham Gagnebin
Abraham Gagnebin de la Ferrière (Berna, 29 de agosto de 1707 — 23 de abril de 1800) foi um naturalista suíço.
Escreveu vários livros incluindo um catálogo de plantas do condado de Neuchâtel e do bispado de Basileia e colaborou em diversas publicações científicas.